# Слупя (река)
Слу́пя (Слупья; пол. Słupia) — река в Польше, впадает в Балтийское море, протекает по территории Поморского воеводства на севере страны.
Длина реки составляет 141 километр, площадь водосборного бассейна — 1,6 тыс. км². Средний расход воды в нижнем течении около Харново с 1961 по 1990 года — 18,2 м³/с.
Слупя начинается около Сераковска-Хуты в Картузском повяте на северо-востоке Поморского поозёрья. Генеральным направлением течения реки в верхней половине является запад, в нижней — северо-запад. Впадает в Балтийское море около Устки.
Основной левый приток — Бытова, правый — Скотава.
Крупнейшие населённые пункты на реке: Слупск, Устка.